# Федерганс, Юлиус
Юлиус Федерганс, в России Юлиус Иванович Федерганс (чеш. Julius Federhans; 16 марта 1862—1920, Петроград) — чешско-российский флейтист.
Учился у Эрнста Йенча (нем. Ernst Jenzsch) в Праге. С 1884 по 1897 гг. был солистом Варшавской Оперы и преподавал в Варшавской консерватории. В 1897 году переехал в Россию, где до самой смерти был солистом Мариинского театра в Санкт-Петербурге (его коллегой по пюпитру был Фёдор Степанов).